# Xeníades
Xeníades (em grego:  Ξενιάδης) foi um filósofo cético de Corinto, provavelmente um seguidor do pré-socrático Xenófanes. Pode ter havido duas dessas pessoas, como ele é referido por Demócrito c. 400 a.C., embora também fosse supostamente o comprador de Diógenes, o Cínico c. 350 a.C., quando foi capturado por piratas e vendido como escravo. Supõe-se que Xênias foi o homem que persuadiu Mônimo a se tornar um seguidor de Diógenes, e foi a fonte de suas doutrinas céticas.

## Ceticismo
O pouco que se sabe sobre ele deriva de Sexto Empírico, que o representa como portador das opiniões mais ultra-céticas e sustentando que todas as noções são falsas e que não há absolutamente nada de verdadeiro no universo. Ele mais de uma vez o acopla com Xenófanes.

## Comprador de Diógenes
Dois relatos ficcionalizados separados são usados por Diógenes Laércio em seu relato de Diógenes sendo vendido como escravo, um por Menipo e outro pelo desconhecido Eubulides, ambos os quais escreveram no século III a.C. Conta-se que Diógenes disse a Xênios: "Você deve me obedecer, embora eu seja um escravo, pois um médico ou um timoneiro encontraria homens para obedecê-los, mesmo que fossem escravos". Eubulides conta que Diógenes educou os filhos de Xeníades, eventualmente envelhecendo na casa de Xênias. Xeníades supostamente comentou "Um bom espírito entrou em minha casa". É impossível dizer se isso é correto ou mesmo se Xeníades realmente existiu, mas outro cínico, Cleômenes, também fez uso do tema de Diógenes sendo vendido como escravo, e Xeníades supostamente foi o homem que persuadiu Mônimo a se tornar um seguidor de Diógenes.